# Varennes-lès-Narcy
Varennes-lès-Narcy ist eine französische Gemeinde mit 909 Einwohnern (Stand: 1. Januar 2022) im Département Nièvre in der Region Bourgogne-Franche-Comté. Sie gehört zum Arrondissement Cosne-Cours-sur-Loire und zum Kanton La Charité-sur-Loire.

## Nachbargemeinden
Varennes-lès-Narcy liegt etwa 25 Kilometer nordnordwestlich von Nevers am Flüsschen Saint-Jean, das an der nördlichen Gemeindegrenze in den Mazou mündet.
Nachbargemeinden von Varennes-lès-Narcy sind Narcy im Norden und Osten, Raveau im Süden und Südosten, La Charité-sur-Loire im Süden und Südwesten, Mesves-sur-Loire im Westen sowie Bulcy im Nordwesten.

## Bevölkerungsentwicklung
| Jahr                       | 1962 | 1968 | 1975 | 1982 | 1990 | 1999 | 2006 | 2013 | 2020 |
| Einwohner                  | 727  | 751  | 675  | 723  | 742  | 754  | 789  | 966  | 921  |
| Quellen: Cassini und INSEE |      |      |      |      |      |      |      |      |      |

## Sehenswürdigkeiten
- Kirche Saint-Martin
- Ruine der Burg Passy-les-Tours, seit 1927 in Teilen als Monument historique eingeschrieben, seit 2018 in restlichen Teilen klassifiziert

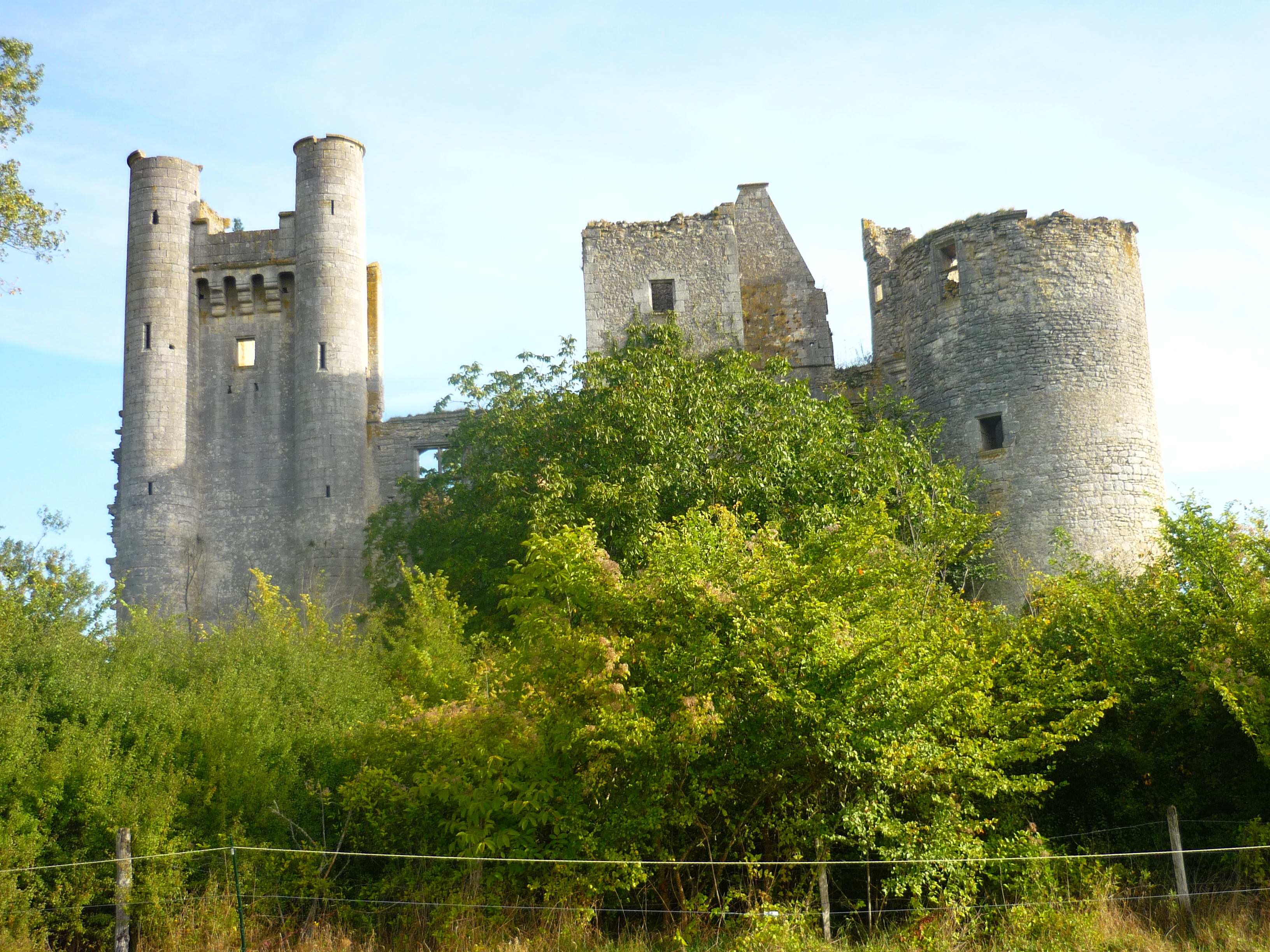
Burgruine Passy-les-Tours